# Komlósi Gábor
Komlósi Gábor (Budapest, 1959. április 6. –) újságíró, szerkesztő, televíziós riporter, médiaiskola-igazgató, sportvezető, minisztériumi sajtófőnök, a Magyar Újságírók Országos Szövetségének elnöke.

## Életpályája
Édesanyja, Zsigmond Márta az Ez a Divat egykori főszerkesztője. Édesapja, dr. Komlósi Jenő a Magyar Tudományos Akadémia tárcafőmérnöke, az ELTE, majd a Közgazdaságtudományi Egyetem gazdasági főigazgatója. Komlósi Gábor a budapesti ELTE Radnóti Miklós Gimnázium növendéke volt 1973 és 1977 között. Már 13 éves korában tudósított a Népsportnak, s tekintettel fiatalon megkezdett, sokéves pályafutására, felmentést kapott az akkor még kötelező „MÚOSZ-iskola” elvégzése alól. Ezek után az ELTE Bölcsészettudományi Kar magyar-könyvtár szakán (1977-1985), majd közben a Nemzetközi Olimpiai Akadémián végezte tanulmányait. 1992-ben ugyanazon a hétvégén három nagy nemzetközi kézilabda-győzelemről tudósított: Budapest, Honvéd (férfi Bajnokcsapatok Európa Kupája, St. Gallen), Vasas (női Bajnokcsapatok Európa Kupája, Belgrád), Budapest, Spartacus (női Kupagyőztesek Európa Kupája, Budapest). Kihasználva a rendszerváltás adta pezsdülést, a sporton kívül a Magyar Televízió több szerkesztősége számára készített anyagokat. Ötletgazdája és főszervezője, illetve felelős szerkesztője volt a többek közt a Budapest Sportcsarnokban zajló TS-Karácsonynak, amely évente több ezer rászorulónak juttatott sportszereket és egyéb ajándékokat, s naponta helyszíni műsort is adott a gyerekeknek. Megalapította az első magyarországi magán médiaiskolát. Irányításával alakult át az Autóklub közlekedési rádiójából „talk and news” adóvá a Klubrádió. Egykori kollégája és iskolája tanára, Kovácsi László, illetve édesanyja emlékére is médiadíjat alapított, amelyet minden év októberében, illetve májusában adnak át a szakma legjobbjainak. Mindkét díj kuratóriumának elnöki tisztét is betölti. Pályafutása sok szálon kapcsolódik a magyar televíziózás egyik ismert alakjához, Vitray Tamáshoz, akinek az MTV-ben és a sportvezetésben is helyettese volt. Megszervezte a Független Hírügynökség sportszerkesztőségét, amely két éven át működött, vezetése alatt. Gyenesei István, a második Gyurcsány-kormány önkormányzati minisztere felkérte sajtófőnöknek, de az ő távozása után is maradt az Önkormányzati Minisztériumban. Tíz év kihagyás után kezdett el újra tévézni: a FixTv kérésére sportriporter-legendákkal folytat egyórás beszélgetéseket, élő adásban, hetente, 2015 óta. Társműsorvezetőnek mindig egy-egy tanítványát kéri fel. 2015 júniusában nagy többséggel (70,7%) megválasztották a MÚOSZ elnökének. Ezt a döntést a Fővárosi Törvényszék 2016 augusztusában jogerősen hatályon kívül helyezte, mivel a küldöttek meghívása nem szabályszerűen történt.

## Munkahelyei
1. 1974-85: Népsport szerkesztősége
2. 1985: Népszava szerkesztőségében rovatszerkesztő
3. 1986-2000: Magyar Televízió szerkesztő-riportere, műsorvezetője, kommentátora (A Hét, Budapesti Regionális Stúdió, Híradó, ifjúsági és gyermekműsorok, Mélyvíz, Teleráma, TeleSport – 3 olimpia, világ- és Európa-bajnokságok –, TS-Karácsony, Új Reflektor Magazin)
4. 1989-92: Pesti Divat–Pesti Sport főszerkesztő-helyettese
5. 1995-1996: TeleSportLap főszerkesztője
6. 2001-2002: Klubrádió vezérigazgatója
7. 2003-2004: MTV TeleSport főszerkesztő-helyettese
8. 2005-2008: Nemzeti Sport Tanács, a kormány tanácsadó testülete főtitkára
9. 2009-2010: Önkormányzati Minisztérium sajtó- és kommunikációs főosztályvezetője
10. 2014-2015: Esti Hírlap online főszerkesztője (az Esti Hírpercek és a Sportpercek híradó (Fix Tv) felelős szerkesztője)
11. 2015-2016: Magyar Újságírók Országos Szövetsége elnöke, korábban (2011 és 2015 között) elnökségi tag

## További médiatevékenységek
- Alkalmi kiadványok írása, szerkesztése (kb. 120)
- Cogito Riportalanyképző létrehozása, üzemeltetése
- Komlósi Oktatási Stúdió (riporter-, szerkesztő- és újságíróiskola) alapítása, vezetése 1990-től
- Az első magyarországi magán médiaiskola – mélyvíz-elmélet, praktikus ismeretek, gyakorlati képzés – többek között itt végzett Szántó Dávid, Faragó Richard, Novodomszky Éva, illetve Krajczár Gyula is.
- Kommunikációs igazgató (jégkorong- és öttusa-világbajnokság)
- Sajtófőnök (Magyar Asztalitenisz Szövetség, Magyar Kézilabda Szövetség, Nagyházi Galéria)

## Könyvek
- Ötven éves a Magyar Kézilabda Szövetség; szerk. Komlósi Gábor; Magyar Kézilabda Szövetség, Bp., 1983
- Zsebemben az edzőm; Sport, Bp., 1987
- Gulyás László–Komlósi Gábor: Így nézzük az olimpiát. Televíziós sportkézikönyv; Pannon Nyomda, Veszprém, 1988
- Gulyás László–Komlósi Gábor: Így nézzük az olimpiát... Televíziós sportkézikönyv; Hunga-print, Bp., 1992
- Statisztika. A világ legeredményesebb sportcsapatának krónikája, 1954-2000; szerk. Komlósi Gábor; Központi Statisztikai Hivatal, Bp., 1999